# Urnesstil

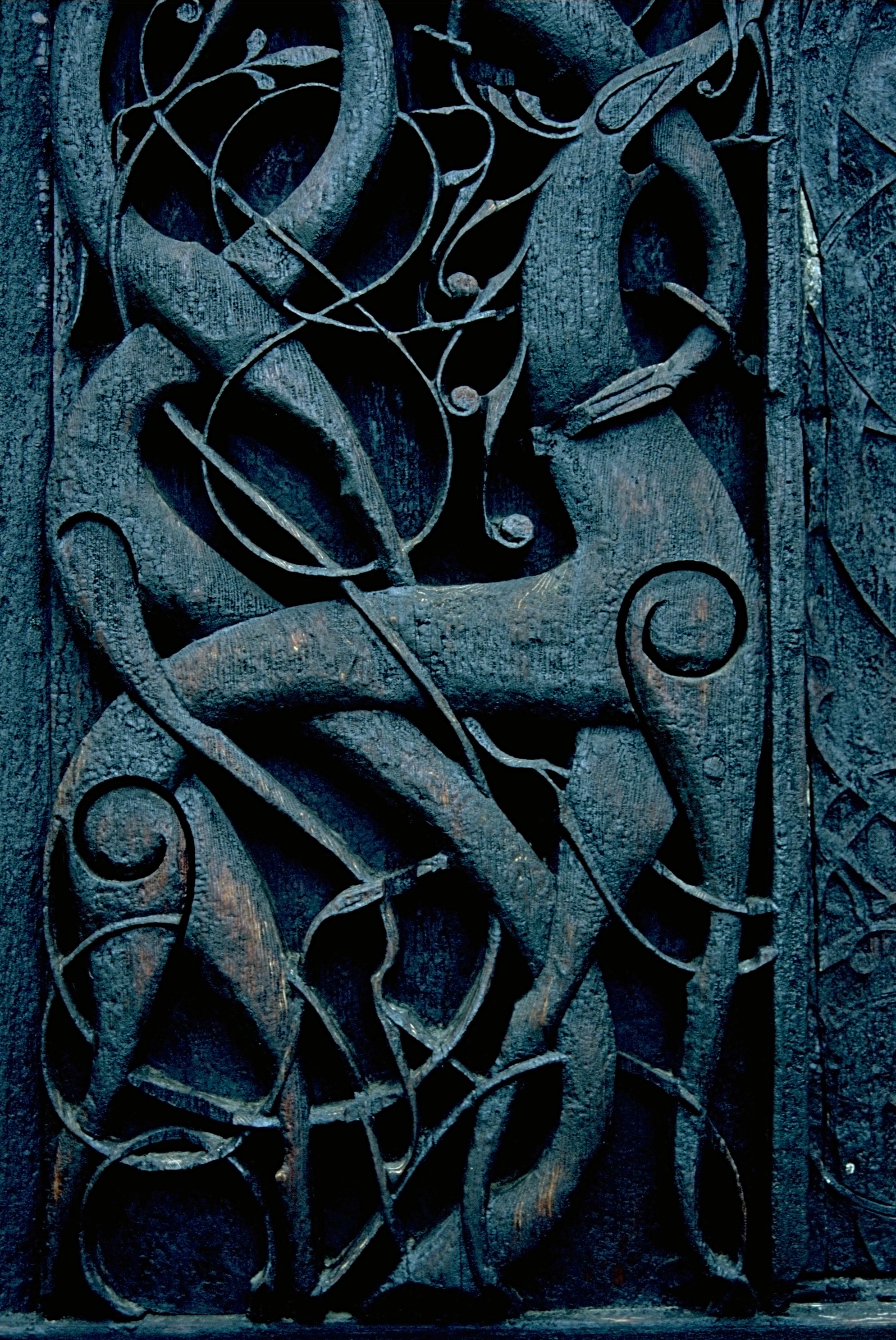
Detalj av portalen till Urnes stavkyrka i Urnesstil.

Urnesstil är en konststil som uppkom i Norden under 1000-talets senare del och i medeltidens början. Stilen fick sitt namn av Haakon Shetelig 1909 efter Urnes stavkyrka i Norge. Den typiska ornamentiken är den på stavkyrkans portal. Beteckningen Urnesstil kan även omfatta det som kallas yngre runstensstil.
Centralt för Urnesstilen är "det stora djuret", som avbildas med mycket smala extremiteter, lång hals och ett smäckert huvud. Andra drag är en tydlig asymmetri, en växelverkan mellan breda och smala linjer, långa, smala motiv och en jämn och gradvis smalare linjeföring. Stilen innefattar också flätmönster med smala S- eller åttaformade bandslingor. Stilen i sin helhet brukar uppfattas som luftig, spänstig och elegant.
Några utmärkta exempel på runstenar med Urnesstil är U 460, U 887 och U 1039.

### Fotnoter
1. ↑  Nordisk form, om djurornamentik, sid 164, Lennart Karlsson, Statens historiska museum, 1983, ISBN 91-7192-572-4